# أحمد بن علي التميمي
أحمد بن علي عبد الرحمن آل جميل التميمي سياسي ودبلوماسي قطري، والسفير الحالي لدولة قطر لدى مملكة تايلاند ولد في الدوحة بتاريخ 31-10-1970م بدأ حياته الدبلوماسية بعد أنهي دراسته الجامعية من جمهورية مصر العربية عام 2000م، تدرج في المناصب وحصل على عدة ترقيات وشغل منصب القنصل العام لدولة قطر في دبي، وتحصّل لاحقاً على درجة سفير فأصبح سفير لدولة قطر لدي كل من جمهورية كازاخستان ومملكة تايلند، وشارك في عدد من المؤتمرات والدولية والإقليمية.

## المؤهلات العلمية
بكالوريوس إدارة أعمال، المعهد العالي للدراسات التعاونية والإدارية، جمهورية مصر العربية للعام 2000م.

### اللغات
العربية (اللغة الأم)، الأنجليزية (لغة ثانية)

## الخبرات العلمية
- عمل في إدارة الشؤون الإدارية والمالية خلال الفترة من 3-4-1995م إلى 16-08-2001م.
- عمل بسفارة دولة قطر في الرياض خلال الفترة 2001 إلى 2008م.
- عمل في إدارة الشؤون الإدارية والمالية خلال العام 2009م.
- عمل بمكتب وزير الدولة للشؤون الخارجية خلال الفترة من 2009 إلى 2012م.
- عمل بمكتب مساعد الوزير للشؤون الخارجية خلال الفترة من 2012م إلى 2014م.
- عمل قنصلاً عاماً لدولة قطر/ دبي خلال الفترة من 2014م إلى 2016م.[2]
- عمل سفيراً لدولة قطر لدى جمهورية كازاخستان اعتباراً من 2016م وحتى أغسطس 2019م.[3]
- عيّن سفيراً لدولة قطر لدى مملكة تايلاند اعتباراً من 15-12-2019م، وحتى تاريخه.